# Victor Emmanuel Largeau
Victor-Emmanuel Étienne Largeau, né le 11 juin 1867 à Irun en Espagne et mort 27 mars 1916 à Froidos, dans la Meuse, est un général français qui joua un rôle décisif dans la colonisation et la création du Tchad.
C'est l'un des 42 généraux français morts au combat durant la Première Guerre mondiale.

## Biographie
Né dans le pays basque espagnol, il est d'origine poitevine et son père est lui-même explorateur colonial en Afrique (Victor Largeau, explorateur né à Niort en 1840, fit deux tentatives pour traverser le Sahara par Ghadamès (1875) et pour gagner Tombouctou (1877) et publia : le Sahara (Paris, 1870); le Pays de Rirha-Ouargla (1879); le Sahara Algérien (2e éd., 1881).
Engagé en 1885 dans l'infanterie de marine, le jeune Largeau entre à l'école d'infanterie de Saint-Maixent comme élève officier en 1889.
Ayant déjà servi au Sénégal, il retourne ensuite en Afrique. Membre de la mission du Haut-Oubangui en 1894, puis de la mission de Kong, le lieutenant Largeau participe de 1896 à 1898 à l'expédition Marchand, dont la longue équipée est rendue célèbre par la crise de Fachoda.
Promu capitaine en 1898, Largeau rentre en métropole pour suivre les cours de l'École supérieure de guerre dont il sort breveté d'état-major. Promu chef de bataillon en 1900, il sert comme commandant du territoire du Tchad de 1902 à 1904. Il retrouve ce poste comme lieutenant-colonel de 1906 à 1908 et mène des opérations de pacification contre le sultan Doudmourrah. Promu colonel le 28 septembre 1910, il est rappelé au Tchad en 1911 après la mort du colonel Moll, tué au combat de Doroté. Il obtient la soumission de Doudmourrah et dépose son incertain successeur Acyl. Reparti en 1912, il revient pour un quatrième et dernier séjour de 1913 à 1915, au cours duquel il vainc la confrérie des Sénoussis le 27 novembre 1913 au combat d'Aïn Galaka et s'empare de Faya. Après la déclaration de guerre de 1914, il supervise les opérations lancées depuis le Tchad contre le Cameroun allemand et s'empare de Kousséri.
Nommé général de brigade le 19 mai 1915, Largeau est rappelé en métropole en juillet. Après avoir servi en état-major, il prend le commandement de la 37e brigade d'infanterie en janvier 1916. Au front avec ses hommes devant Verdun, le général Largeau tombe mortellement frappé par des éclats d'obus, le 26 mars, dans le secteur du bois d'Avocourt. Il succombe le lendemain à l'ambulance militaire 3/5 établie à Froidos.
Durant ses différents séjours au Tchad, il a mené à bien des tâches d'organisation, d'administration et de délimitation qui en font un des pères fondateurs de ce pays. En hommage, son nom a été donné à la ville tchadienne de Faya-Largeau.
Son corps est enterré à Magné (Deux-Sèvres), berceau de sa famille. En 1933, un monument est élevé à Niort « à la gloire des quatre Largeau » parmi lesquels Emmanuel, au côté de son père Victor et ses deux frères Charles et Fernand. Le monument est fondu en 1942 par le régime de Vichy dans le cadre de la mobilisation des métaux non ferreux. La stèle et le socle restent en place.

## Postérité
Son nom est inscrit au monument des Généraux morts au Champ d'Honneur 1914-1918 de l'église Saint-Louis à l'Hôtel des Invalides de Paris.

## Distinctions

### Décorations françaises
Le 30 décembre 1898, le capitaine d'infanterie de marine Largeau est nommé chevalier de la Légion d'honneur, commandant le territoire militaire du Tchad.
Le colonel Largeau est promu officier de la Légion d'honneur le 30 décembre 1911.
Le 27 mars 1916, le général Largeau est promu au grade de commandeur de la Légion d'honneur.
|  |  |  |

- Commandeur de la Légion d'honneur (27 mars 1916)[10]
- Croix de Guerre 14-18 avec palme
- Médaille coloniale avec les agrafes SENEGAL, SOUDAN, CONGO, DE L'ATLANTIQUE À LA MER ROUGE.

### Décorations étrangères importantes
|  |

- Officier de l'ordre de l'Étoile noire du Bénin

## Sources
- Les journaux de voyages et carnets de route de Victor Emmanuel Largeau sont conservés aux Archives nationales sous la cote 302AP[11].
- [PDF]LCL Antoine CHAMPEAUX : "Le général Largeau, père fondateur du Tchad", AOB No 346, p. 48-50.
- Compte-rendu d'À la naissance du Tchad, 1903-1913, recueil publié en 2001 des rapports de Largeau sur le Tchad, consulté en ligne le 28.10.2007